# Wallenfels (Bawaria)
Wallenfels – miasto w Niemczech, w kraju związkowym Bawaria, w rejencji Górna Frankonia, w regionie Oberfranken-West, w powiecie Kronach. Leży w Lesie Frankońskim, nad rzeką Wilde Rodach, przy drodze B173.
Miasto położone jest 11 km na północny wschód od Kronach, 32 km na zachód od Hof i 36 km na północny zachód od Norymbergi.

## Dzielnice
W skład miasta wchodzą następujące dzielnice: 
- Geuser/Dörnach
- Neuengrün
- Schnaid
- Wallenfels
- Wolfersgrün

## Historia
Pierwsze wzmianki o miejscowości jako Ilowa pojawiły się w 1126. Nazwa Wallenfels pojawia się po raz pierwszy w 1248. W 1954 Wallenfels uzyskało prawa miejskie.

## Polityka
Burmistrzem jest Peter Hänel. Rada miasta składa się z 17 członków:
|      | CSU | SPD | Wolni Wyborcy | FBL       | Razem |
| 2002 | 5   | 4   | 8             | 17 miejsc |       |

### Współpraca
Miejscowość partnerska:
- Bingham, Wielka Brytania

## Osoby urodzone w Wallenfelsie
- Lorenz-Günther Köstner, trener piłkarski